# Paratrichia lobosa
Paratrichia lobosa är en tvåvingeart som beskrevs av Kelsey 1969. Paratrichia lobosa ingår i släktet Paratrichia och familjen fönsterflugor. Inga underarter finns listade i Catalogue of Life.